# Mutuípe (ort)
Mutuípe är en ort i Brasilien.   Den ligger i kommunen Mutuípe och delstaten Bahia, i den östra delen av landet, 1 000 km öster om huvudstaden Brasília. Mutuípe ligger 219 meter över havet och antalet invånare är 10 016.
Terrängen runt Mutuípe är platt åt nordost, men åt sydväst är den kuperad. Mutuípe ligger nere i en dal. Mutuípe är det största samhället i trakten.
Omgivningarna runt Mutuípe är en mosaik av jordbruksmark och naturlig växtlighet. Runt Mutuípe är det ganska tätbefolkat, med 60 invånare per kvadratkilometer.